# 카스페르 쇠네르고르
카스페르 쇠네르고르 사루프(덴마크어: Kasper Søndergaard Sarup, 1981년 6월 9일~)는 덴마크의 은퇴한 핸드볼 선수로 포지션은 라이트백이다. 현역 시절에 덴마크 핸드볼 리그에서 활약했으며, 리그 우승 2회, 덴마크 컵 우승 2회를 차지했다.
국제 대회에서는 덴마크 국가대표 선수로 활동하여 2016년 하계 올림픽에서 우승을 차지했다. 또한 세계 선수권 대회 준우승 2회(2011, 2013), 동메달 1개(2007), 유럽 선수권 대회 우승 2회(2008, 2012), 준우승 1회(2014)를 차지했다.